# 8557 Шароун
8557 Шароун (8557 Šaroun) — астероїд головного поясу, відкритий 23 липня 1995 року.
Тіссеранів параметр щодо Юпітера — 3,564.